# Carlson Young
Carlson Elizabeth Young (n. Fort Worth, Texas; 29 de octubre de 1990) es una actriz estadounidense. Es conocida por interpretar a Tiffany Blake en As the Bell Rings y a Brooke Maddox en la serie televisiva Scream.

## Biografía
Young nació en Fort Worth, Texas, y en su juventud se mudó a Los Ángeles, California. Tomó clases de escritura creativa en la Universidad del Sur de California.
En enero de 2016, Young se comprometió con el miembro y productor de la banda Foster the People, Isom Innis, quien se lo propuso después de que él y Young fueron salvados desde una montaña en Islandia. Se casaron el 29 de abril de 2017 en Fort Worth, Texas.

### Carrera
Debutó como actriz en 2007 en la serie de Disney Channel As the Bell Rings, en la cual interpretó a Tiffany Blake. Ha participado como invitada en series de televisión tales como Héroes, Pretty Little Liars, True Blood, CSI: Crime Scene Investigation, Big Time Rush, Par de reyes y Key & Peele, así como en las películas Premature y The Night Is Young, entre otras.
En agosto de 2014 se dio a conocer que Young había sido elegida para dar vida a Brooke Maddox en Scream, serie de televisión producida por Wes Craven para MTV, la cual está basada en la película del mismo nombre, escrita por Kevin Williamson y dirigida por Craven.
El 20 de agosto de 2015 se informó que Young aparecería de forma recurrente en la quinta temporada de la serie Grimm, interpretando a Selina Golias.

## Filmografía
| Cine                  | Cine                                 | Cine                   | Cine                                     |
| Año                   | Título                               | Rol                    | Notas                                    |
| --------------------- | ------------------------------------ | ---------------------- | ---------------------------------------- |
| 2013                  | The Kid                              | Charlie                | Cortometraje                             |
| 2014                  | Premature                            | Angela Yearwood        | Papel principal                          |
| 2015                  | A Country Called Home                | Katie                  | Papel secundario                         |
| 2015                  | The Night Is Young                   | Chair                  | Papel secundario                         |
| 2017                  | 50 Ways                              | Shelly                 | Cortometraje                             |
| 2021                  | The Blazing World                    | Margaret Winter        | Debutó como directora                    |
| Televisión e internet |                                      |                        |                                          |
| Año                   | Título                               | Rol                    | Notas                                    |
| 2007 - 2009           | As the Bell Rings                    | Tiffany Blake          | 32 episodios                             |
| 2009                  | Héroes                               | Animadora #5           | 1 episodio                               |
| 2010                  | Cutthroat                            | Rene                   | Película para televisión                 |
| 2010                  | Pretty Little Liars                  | Amber Victorino        | 2 episodios                              |
| 2010                  | True Blood                           | Tammy                  | 3 episodios                              |
| 2010                  | The Dog Who Saved Christmas Vacation | London James           | Película para televisión                 |
| 2010                  | CSI: Crime Scene Investigation       | Checker                | 1 episodio                               |
| 2010                  | The League                           | Callie/Jaywalking Girl | 2 episodios                              |
| 2011                  | Big Time Rush                        | Peggy                  | 1 episodio                               |
| 2011                  | The Perfect Student                  | Laura                  | Película para televisión                 |
| 2011                  | Traffic Light                        | Savannah               | 1 episodio                               |
| 2012                  | Shake It Up!                         | Danika Fitzgerald      | 1 episodio                               |
| 2012 - 2013           | Par de reyes                         | Chelsea                | 2 episodios                              |
| 2012 - 2013           | Key & Peele                          | Jacquelin              | 3 episodios                              |
| 2013                  | Kroll Show                           | Ella misma             | Episodio: "Secret Room"                  |
| 2015 - 2016           | Scream                               | Brooke Maddox          | 24 episodios                             |
| 2016                  | Scream: If I Die                     | Brooke Maddox          | Episode: "Thanks for Seeing the Real Me" |
| 2016                  | Last Teenagers of the Apocalypse     | Neon                   | 3 episodios                              |
| 2015                  | Grimm                                | Selina Golias          | 1 episodio                               |
| 2015                  | CSI: Cyber                           | Mia Wilcox             | 1 episodio                               |
| 2016                  | Pickle and Peanut                    | Chica Cara de Pie      | Episodio: "Bats/Movie Camp Out"          |
| 2017                  | A Man for Every Month                | Megan Collins          | Película para televisión                 |
| 2020                  | Emily in Paris                       | Brooklyn Clark         | 1 episodio                               |